# Joegoslavië op de Olympische Zomerspelen 1968
Joegoslavië nam deel aan de Olympische Zomerspelen 1968 in Mexico-Stad, Mexico. Met drie gouden medailles werd een nieuw Joegoslavisch record neergezet. Deze prestatie zou pas in 1988 worden verbeterd.

## Medailleoverzicht
| Sport     | Olympiër | Onderdeel                | Medaille |
| --------- | --- | ------------------------ | -------- |
| Turnen    | Miroslav Cerar | paard voltige (m)        | Goud     |
| Waterpolo | Ozren Bonačić Dejan Dabović Zdravko Hebel Zoran Janković Ronald Lopatni Uroš Marović Đorđe Perišić Miroslav Poljak Mirko Sandić Karlo Stipanić Ivo Trumbić                         | mannen                   | Goud     |
| Zwemmen   | Đurdica Bjedov | 100m schoolslag (v)      | Goud     |
| Basketbal | Dragutin Čermak Kresimir Ćosić Vladimir Cvetković Ivo Daneu Radivoj Korać Zoran Maroević Nikola Plećaš Trajko Rajković Dragoslav Ražnatović Petar Skansi Damir Šolman Aljoša Zorga | mannen                   | Zilver   |
| Worstelen | Stevan Harvat | -70kg Grieks-Romeins (m) | Zilver   |
| Zwemmen   | Đurdica Bjedov | 200m schoolslag (v)      | Zilver   |
| Boksen    | Zvonimir Vujin | -60kg (m)                | Brons    |
| Worstelen | Branislav Šimić | -87kg Grieks-Romeins (m) | Brons    |

## Deelnemers en resultaten
(m) = mannen, (v) = vrouwen 

### Atletiek
| Olympiër            | Discipline       | Resultaat | Prestatie                                              |
| ------------------- | ---------------- | --------- | ------------------------------------------------------ |
| Nedo Farčić         | 10000m (m)       | 9e        | 30.01,2                                                |
| Nedo Farčić         | marathon (m)     | DNF       | niet gefinisht                                         |
| Polde Milek         | hoogspringen (m) | 33e       | kwalificatie: 33ste met 2,00m                          |
| Miodrag Todosijević | hoogspringen (m) | 9e        | kwalificatie: 7de met 2,12m finale: 13de met 2,06m     |
|                     |                  |           |                                                        |
| Nedo Farčić         | 100m (v)         | 18e       | serie 1: 4de in 11,6 kwartfinale 2: 5de in 11,6        |
| Nedo Farčić         | 200m (v)         | 21e       | serie 1: 4de in 23,9                                   |
| Vera Nikolić        | 800m (v)         | DNF       | serie 1: 1ste in 2.05,7 halve finale 1: niet gefinisht |
| Marijana Lubej      | 80m horden (v)   | 20e       | serie 2: 5de in 11,0                                   |
| Snežana Hrepevnik   | hoogspringen (v) | 33e       | kwalificatie: 13de met 1,74m finale: 14de met 1,68m    |
| Nataša Urbančič     | speerwerpen (v)  | 6e        | 55,42m                                                 |
| Ðurđa Fočić         | vijfkamp (v)     | 29e       | 3814 punten                                            |
| Marijana Lubej      | vijfkamp (v)     | 12e       | 4764 punten                                            |

### Basketbal
| Olympiër | Discipline | Resultaat | Prestatie |
| --- | ---------- | --------- | --- |
| Dragutin Čermak Kresimir Ćosić Vladimir Cvetković Ivo Daneu Radivoj Korać Zoran Maroević Nikola Plećaš Trajko Rajković Dragoslav Ražnatović Petar Skansi Damir Šolman Aljoša Zorga | mannen     | Zilver    | groep A: 2de W van Panama: 96-85 W van Puerto Rico: 93-72 W van Zweden: 84-65 V van Verenigde Staten: 58-73 W van Italië: 80-69 W van Spanje: 92-79 W van Filipijnen: 89-68 halve finale: W van Sovjet-Unie: 63-62 finale: V van Verenigde Staten: 50-65 |

| Groep A |                  |             |             |             |        |        |        |        |
| #       | Land             | Wedstrijden | Wedstrijden | Wedstrijden | Punten | Punten | Punten | Punten |
| #       | Land             | G           | W           | V           | V      | T      | Saldo  | Punten |
| 1       | Verenigde Staten | 7           | 7           | 0           | 599    | 392    | +207   | 14     |
| 2       | Joegoslavië      | 7           | 6           | 1           | 592    | 511    | +81    | 13     |
| 3       | Italië           | 7           | 5           | 2           | 562    | 539    | +23    | 12     |
| 4       | Spanje           | 7           | 4           | 3           | 557    | 548    | +9     | 11     |
| 5       | Puerto Rico      | 7           | 3           | 4           | 493    | 468    | +25    | 10     |
| 6       | Panama           | 7           | 2           | 5           | 572    | 624    | -52    | 9      |
| 7       | Filipijnen       | 7           | 1           | 6           | 525    | 636    | -111   | 8      |
| 8       | Zweden           | 7           | 0           | 7           | 383    | 565    | -182   | 7      |

| Ronde        | Datum       | Plaats           | Land  | Score       | Land |
| ------------ | ----------- | ---------------- | ----- | ----------- | ---- |
| Groepsfase   |             |                  |       |             |      |
| 13 oktober   | Mexico-Stad | Joegoslavië      | 96-85 | Panama      |      |
| 14 oktober   | Mexico-Stad | Puerto Rico      | 72-93 | Joegoslavië |      |
| 15 oktober   | Mexico-Stad | Zweden           | 65-84 | Joegoslavië |      |
| 16 oktober   | Mexico-Stad | Verenigde Staten | 73-58 | Joegoslavië |      |
| 18 oktober   | Mexico-Stad | Italië           | 69-80 | Joegoslavië |      |
| 19 oktober   | Mexico-Stad | Joegoslavië      | 92-79 | Spanje      |      |
| 20 oktober   | Mexico-Stad | Joegoslavië      | 89-68 | Filipijnen  |      |
| Halve finale |             |                  |       |             |      |
| 22 oktober   | Mexico-Stad | Sovjet-Unie      | 62-63 | Joegoslavië |      |
| Finale       |             |                  |       |             |      |
| 25 oktober   | Mexico-Stad | Verenigde Staten | 65-50 | Joegoslavië |      |

### Boksen
| Olympiër             | Discipline  | Resultaat | Prestatie |
| -------------------- | ----------- | --------- | --- |
| Jovan Pajković       | -57kg (m)   | 9e        | 1ste ronde: W van PUR Mercado: 5-0 2de ronde: V van RAU Khallaf: gediskwalificeerd                                                                            |
| Jovan Pajković       | -60kg (m)   | Brons     | 1ste ronde: vrij 2de ronde: W van GDR Rieger: 3-2 3de ronde: W van URS Belousov: 5-0 kwartfinale: W van PER Minami: 4-0 halve finale: V van POL Grudzień: 0-5 |
| Ljubinko Veselinović | -63,5kg (m) | 9e        | 1ste ronde: vrij 2de ronde: W van ECU Valencia: 3-2 3de ronde: V van BUL Stoychev: 1-4                                                                        |
| Mate Parlov          | -75kg (m)   | 5e        | 1ste ronde: W van MAR Ahidous: 5-0 2de ronde: W van NED van Ispelen: 4-1 kwartfinale: V van GBR Finnegan: 0-5                                                 |
| Petar Miloš          | +81kg (m)   | 9e        | 1ste ronde: V van BUL Pandov: 2-3 |

### Kanovaren
| Olympiër                            | Discipline    | Resultaat | Prestatie                                             |
| ----------------------------------- | ------------- | --------- | ----------------------------------------------------- |
| Staniša Radmanović Zlatomir Šuvački | K-2 1000m (m) | 11e       | serie 3: 2de in 3.51,5 halve finale 2: 4de in 3.53,60 |

### Schietsport
| Olympiër             | Discipline             | Resultaat | Prestatie   |
| -------------------- | ---------------------- | --------- | ----------- |
| Vladimir Grozdanović | 50m geweer 3 houdingen | 31e       | 1134 punten |
| Slobodan Paunović    | 50m geweer 3 houdingen | 11e       | 1147 punten |
| Dušan Epifanić       | 50m geweer liggend     | 62e       | 585 punten  |
| Branislav Lončar     | 50m geweer liggend     | 41e       | 589 punten  |

### Turnen
| Olympiër                                                       | Discipline               | Resultaat | Prestatie                                                          |
| -------------------------------------------------------------- | ------------------------ | --------- | ------------------------------------------------------------------ |
| Miroslav Cerar                                                 | paard voltige (m)        | Goud      | kwalificatie: 1ste met 19,35 punten finale: 1ste met 19,325 punten |
| Damir Anić                                                     | individuele meerkamp (m) | 75e       | 105,80 punten                                                      |
| Janez Brodnik                                                  | individuele meerkamp (m) | 23e       | 110,75 punten                                                      |
| Miroslav Cerar                                                 | individuele meerkamp (m) | 9e        | 113,30 punten                                                      |
| Milenko Kersnić                                                | individuele meerkamp (m) | 30e       | 109,85 punten                                                      |
| Tine Šrot                                                      | individuele meerkamp (m) | 84e       | 104,80 punten                                                      |
| Miloš Vratič                                                   | individuele meerkamp (m) | 42e       | 108,90 punten                                                      |
| Miroslav Cerar Janez Brodnik Miloš Vratič Damir Anić Tine Šrot | meerkamp team (m)        | 6e        | 550,75 punten                                                      |
|                                                                |                          |           |                                                                    |
| Nataša Bajin-Šljepica                                          | individuele meerkamp (v) | 54e       | 70,35 punten                                                       |

### Waterpolo
| Olympiër | Discipline | Resultaat | Prestatie |
| --- | ---------- | --------- | --- |
| Ozren Bonačić Dejan Dabović Zdravko Hebel Zoran Janković Ronald Lopatni Uroš Marović Đorđe Perišić Miroslav Poljak Mirko Sandić Karlo Stipanić Ivo Trumbić | mannen     | Goud      | groep B: 2de W van Verenigde Arabische Republiek: 13-2 G van DDR: 4-4 W van Mexico: 9-0 W van Nederland: 7-4 V van Italië: 4-5 W van Griekenland: 11-1 W van Japan: 17-2 halve finale: W van Hongarije: 8-6 finale: W van Sovjet-Unie: 13-11 |

| Groep B |                               |             |             |             |             |            |            |            |        |
| #       | Land                          | Wedstrijden | Wedstrijden | Wedstrijden | Wedstrijden | Doelpunten | Doelpunten | Doelpunten | Punten |
| #       | Land                          | G           | W           | G           | V           | V          | T          | Saldo      | Punten |
| 1       | Italië                        | 7           | 6           | 1           | 0           | 48         | 21         | +27        | 13     |
| 2       | Joegoslavië                   | 7           | 5           | 1           | 1           | 65         | 18         | +47        | 11     |
| 3       | DDR                           | 7           | 5           | 1           | 1           | 66         | 22         | +44        | 11     |
| 4       | Nederland                     | 7           | 4           | 1           | 2           | 42         | 28         | +14        | 9      |
| 5       | Japan                         | 7           | 3           | 0           | 4           | 26         | 57         | -31        | 6      |
| 6       | Mexico                        | 7           | 1           | 1           | 5           | 27         | 56         | -29        | 3      |
| 7       | Griekenland                   | 7           | 1           | 0           | 6           | 34         | 62         | -28        | 2      |
| 8       | Verenigde Arabische Republiek | 7           | 0           | 1           | 6           | 21         | 65         | -44        | 1      |

| Ronde        | Datum       | Plaats      | Land  | Score                         | Land |
| ------------ | ----------- | ----------- | ----- | ----------------------------- | ---- |
| Groepsfase   |             |             |       |                               |      |
| 14 oktober   | Mexico-Stad | Joegoslavië | 13-2  | Verenigde Arabische Republiek |      |
| 15 oktober   | Mexico-Stad | DDR         | 4-4   | Joegoslavië                   |      |
| 17 oktober   | Mexico-Stad | Mexico      | 0-9   | Joegoslavië                   |      |
| 19 oktober   | Mexico-Stad | Joegoslavië | 7-4   | Nederland                     |      |
| 20 oktober   | Mexico-Stad | Italië      | 5-4   | Joegoslavië                   |      |
| 21 oktober   | Mexico-Stad | Joegoslavië | 11-1  | Griekenland                   |      |
| 22 oktober   | Mexico-Stad | Joegoslavië | 17-2  | Japan                         |      |
| Halve finale |             |             |       |                               |      |
| 24 oktober   | Mexico-Stad | Joegoslavië | 8-6   | Hongarije                     |      |
| Finale       |             |             |       |                               |      |
| 25 oktober   | Mexico-Stad | Joegoslavië | 13-11 | Sovjet-Unie                   |      |

### Wielersport
| Olympiër                                                 | Discipline         | Resultaat | Prestatie      |
| -------------------------------------------------------- | ------------------ | --------- | -------------- |
| Cvitko Bilić                                             | wegwedstrijd (m)   | 25e       | 4:46.31        |
| Tanasije Kuvalja                                         | wegwedstrijd (m)   | DNF       | niet gefinisht |
| Rudi Valenčič                                            | wegwedstrijd (m)   | 39e       | 4:48.03        |
| Cvitko Bilić Rudi Valenčič Tanasije Kuvalja Franc Škerlj | ploegentijdrit (m) | 16e       | 2:18.52,20     |

### Worstelen
| Olympiër          | Discipline  | Resultaat   | Prestatie |
| Vrije stijl       | Vrije stijl | Vrije stijl | Vrije stijl |
| ----------------- | ----------- | ----------- | --- |
| Boris Dimovski    | -52kg (m)   | 14e         | 1ste ronde: V van IND Kumar 2de ronde: vrij 3de ronde: V van USA Sanders |
| Simeon Šutev      | -57kg (m)   | 17e         | 1ste ronde: V van TUR Sevinç 2de ronde: V van BUL Shavov |
| Grieks-Romeins    |             |             | |
| Boško Marinko     | -52kg (m)   | 11e         | 1ste ronde: W van FRA Gaudinot 2de ronde: V van ROU Stoiciu 3de ronde: V van HUN Alker |
| Karlo Čović       | -57kg (m)   | 12e         | 1ste ronde: V van GRE Moskhidis 2de ronde: W van FIN Björlin 3de ronde: V van URS Kochergin |
| Sreten Damjanović | -63kg (m)   | 10e         | 1ste ronde: G van KOR Kim 2de ronde: W van HUN Rusznyák 3de ronde: V van URS Rurua |
| Stevan Horvat     | -70kg (m)   | Zilver      | 1ste ronde: W van DEN Madsen 2de ronde: V van URS Sapunov 3de ronde: W van SWE Karlsson 4de ronde: W van GDR Pohl 5de ronde: vrij 6de ronde: W van FRG Rost 7de ronde: G van JPN Munemura 8ste ronde: G van GRE Galaktopoulos |
| Milan Nenadić     | -78kg (m)   | 7e          | 1ste ronde: W van USA Lyden 2de ronde: V van POL Ostrowski 3de ronde: W van GRE Savvas 4de ronde: G van SWE Kårström |
| Stevan Horvat     | -87kg (m)   | Brons       | 1ste ronde: W van ROU Negut 2de ronde: W van SUI Chardonnens 3de ronde: W van TCH Kormaník 4de ronde: vrij 5de ronde: W van GDR Metz 6de ronde: G van URS Olenik                                                              |

### Zeilen
| Olympiër                 | Discipline      | Resultaat | Prestatie                        |
| ------------------------ | --------------- | --------- | -------------------------------- |
| Anton Grego Simo Nikolic | flying dutchman | 13e       | 106 punten: (19-17-13-4-17-7-14) |

### Zwemmen
| Olympiër                                               | Discipline            | Resultaat | Prestatie                                                                              |
| ------------------------------------------------------ | --------------------- | --------- | -------------------------------------------------------------------------------------- |
| Danijel Vrhovšek                                       | 100m rugslag (m)      | 13e       | serie 4: 3de in 1.02,9 halve finale 1: 6de in 1.02,7                                   |
| Slavko Kurbanović                                      | 100m schoolslag (m)   | 17e       | serie 4: 4de in 1.11,6                                                                 |
| Slavko Kurbanović                                      | 200m schoolslag (m)   | 21e       | serie 4: 7de in 2.39,9                                                                 |
|                                                        |                       |           |                                                                                        |
| Ana Boban                                              | 100m vrije slag (v)   | 37e       | serie 6: 5de in 1.05,4                                                                 |
| Mirjana Šegrt                                          | 100m vrije slag (v)   | 7e        | serie 3: 2de in 1.03,3 halve finale 1: 2de in 1.01,9 finale: 7de in 1.01,5             |
| Mirjana Šegrt                                          | 200m vrije slag (v)   | 5e        | serie 6: 1ste in 2.15,7 finale: 5de in 2.13,3                                          |
| Zdenka Gašparač                                        | 100m rugslag (v)      | 12e       | serie 2: 1ste in 1.09,9 halve finale 1: 6de in 1.10,8                                  |
| Zdenka Gašparač                                        | 200m rugslag (v)      | 6e        | serie 5: 2de in 2.33,7 finale: 6de in 2.33,5                                           |
| Djurdjica Bjedov                                       | 100m schoolslag (v)   | Goud      | serie 2: 1ste in 1.17,7 (OR) halve finale 1: 2de in 1.17,1 finale: 1ste in 1.15,8 (OR) |
| Djurdjica Bjedov                                       | 200m schoolslag (v)   | Zilver    | serie 3: 3de in 2.50,2 finale: 2de in 2.46,4                                           |
| Zdenka Gašparač Đurđica Bjedov Mirjana Šegrt Ana Boban | 4x100m wisselslag (v) | DSQ       | serie 2: gediskwalificeerd                                                             |

Afghanistan · Algerije · Amerikaanse Maagdeneilanden · Argentinië · Australië · Bahama's · Barbados · België · Bermuda · Birma · Bolivia · Bondsrepubliek Duitsland · Brazilië · Brits-Honduras · Bulgarije · Canada · Centraal-Afrikaanse Republiek · Ceylon · Chili · Colombia · Congo-Kinshasa · Costa Rica · Cuba · Denemarken · Dominicaanse Republiek · Duitse Democratische Republiek · Ecuador · El Salvador · Ethiopië · Fiji · Filipijnen · Finland · Frankrijk · Ghana · Griekenland · Groot-Brittannië · Guatemala · Guinee · Guyana · Honduras · Hongarije · Hongkong · Ierland · IJsland · India · Indonesië · Irak · Iran · Israël · Italië · Ivoorkust · Jamaica · Japan · Joegoslavië · Kameroen · Kenia · Koeweit · Libanon · Libië · Liechtenstein · Luxemburg · Madagaskar · Maleisië · Mali · Malta · Marokko · Mexico · Monaco · Mongolië · Nederland · Nederlandse Antillen · Nicaragua · Nieuw-Zeeland · Niger · Nigeria · Noorwegen · Oeganda · Oostenrijk · Pakistan · Panama · Paraguay · Peru · Polen · Portugal · Puerto Rico · Roemenië · San Marino · Senegal · Sierra Leone · Singapore · Soedan · Sovjet-Unie · Spanje · Suriname · Syrië · Taiwan · Tanzania · Thailand · Trinidad en Tobago · Tunesië · Turkije · Tsjaad · Tsjecho-Slowakije · Uruguay · Venezuela · Verenigde Arabische Republiek · Verenigde Staten · Vietnam · Zambia · Zuid-Korea · Zweden · Zwitserland